# The Raging Tides
Albums de Exumer
Fire & Damnation
(2012)
Singles
1. The Raging Tides[6]
Sortie : 9 décembre 2015

The Raging Tides est le quatrième album studio du groupe de thrash metal allemand Exumer sorti le 29 janvier 2016,,,.

## Album
Un teaser de l'album est sorti le 3 décembre 2015 sur la chaîne Youtube de Metal Blade.
Le morceau The Raging Tides est rendu disponible au streaming six jours après,.
Un clip vidéo est sorti pour le morceau Catatonic le 21 mars 2016, toujours via Youtube,.

## Liste des titres
| No  | Titre                      | Durée |
| --- | -------------------------- | ----- |
| 1.  | The Raging Tides           | 4:08  |
| 2.  | Brand of Evil              | 3:48  |
| 3.  | Catatonic                  | 3:29  |
| 4.  | Sacred Defense             | 3:17  |
| 5.  | Welcome to Hellfire        | 3:16  |
| 6.  | Sinister Souls             | 3:27  |
| 7.  | Shadow Walker              | 4:19  |
| 8.  | There Will Always Be Blood | 3:26  |
| 9.  | Dark Reflections           | 3:13  |
| 10. | Death Factory              | 2:57  |

| 11. | Forever My Queen (reprise de Pentagram)  | 2:19 |
| 12. | Hostage to Heaven (reprise de Grip Inc.) | 4:08 |

## Composition du groupe
- Mem von Stein - Basse et chant.
- Ray Mensh - Guitare.
- T.Schiavo -  Basse.
- Matthias Kassner - Batterie.
- Marc Bräutigam - Guitare[2],[3].

## Musiciens additionnels
sur Hostage to Heaven
- Rob Dukes (ex-Exodus) - Chant additionnel.
- Waldemar Sorychta - Guitare.
- Markus Freiwald - Batterie.

## Membres additionnels
- Waldemar Sorychta - Producteur, ingénieur du son et mixage audio.
- Dennis Koehne - Ingénieur du son, mixage audio et mastering.
- Obsessed by Cruelty - Artwork.
- Vanessa García - Photos.
- Hans-Jürgen Schmidt - Photos[15].